# Leistes loyca
La loica común, pecho colorado, lloica o milico (Leistes loyca)más conocido para los amigos de cordoba como "Pechito López", es una especie de ave paseriforme de la familia Icteridae propia del Cono sur sudamericano. Se identifica por su gran mancha roja en su pecho.

## Subespecies
- Leistes loyca catamarcanus
- Leistes loyca falklandicus
- Leistes loyca loyca
- Leistes loyca obscura

## Descripción
Lo que más caracteriza a esta aves es su mancha roja en su pecho, garganta y cara. La mayoría de su parte trasera es de un color negruzco y café. Posee una cola corta, patas grises, y nariz grisáceo. En su cabeza tiene una especie de banda blanquecina.

## Comportamiento

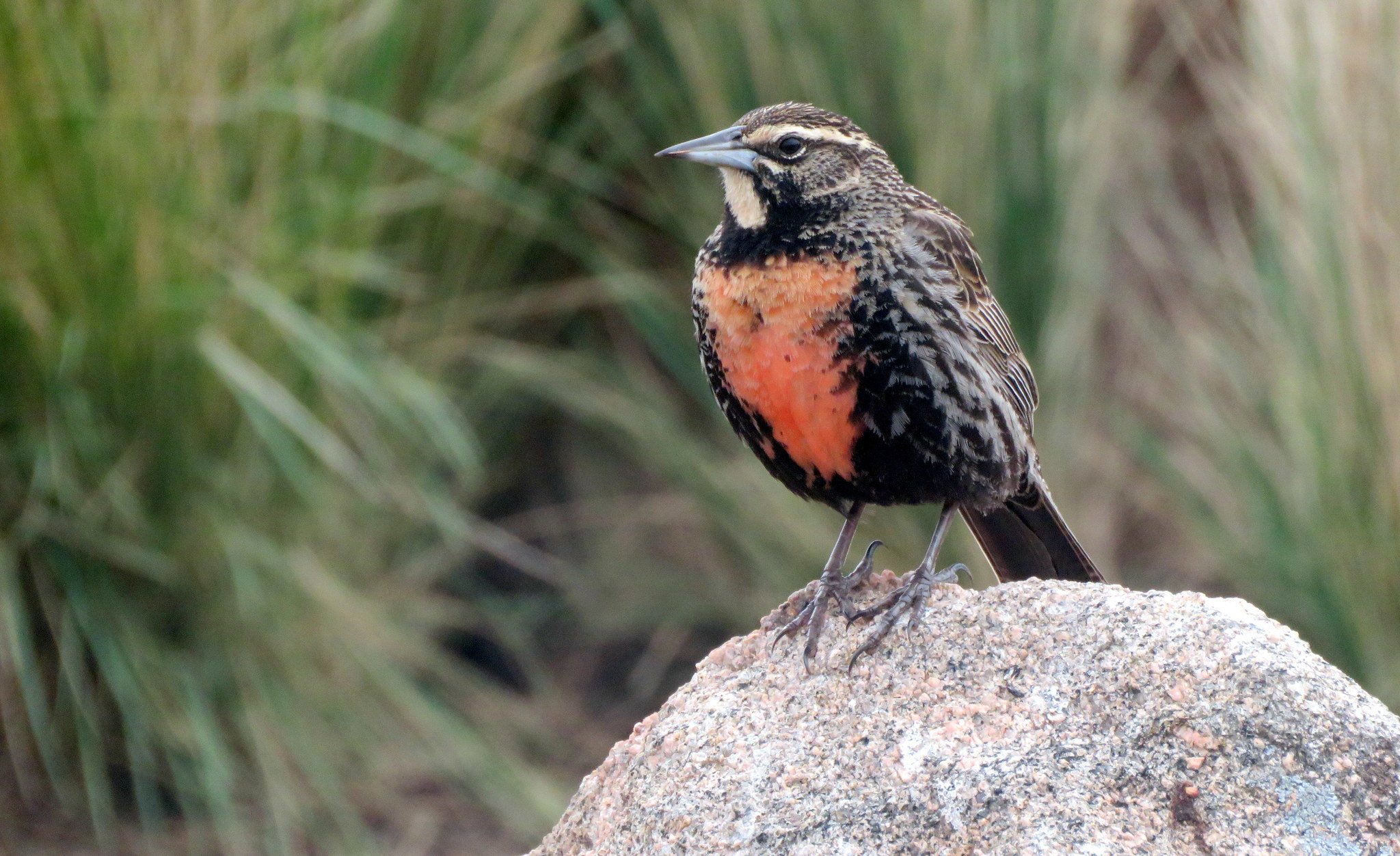
Hembra de la subespecie obscura en Córdoba, Argentina.

Su trinar es poco variado, y agradable. Vive en comunidades y en invierno es fácil distinguirla volando en bandadas. Gusta de terrenos bajos y húmedos buscando su alimento tanto en el suelo como en los arbustos, el cual se compone de semillas, frutas y crustáceos.

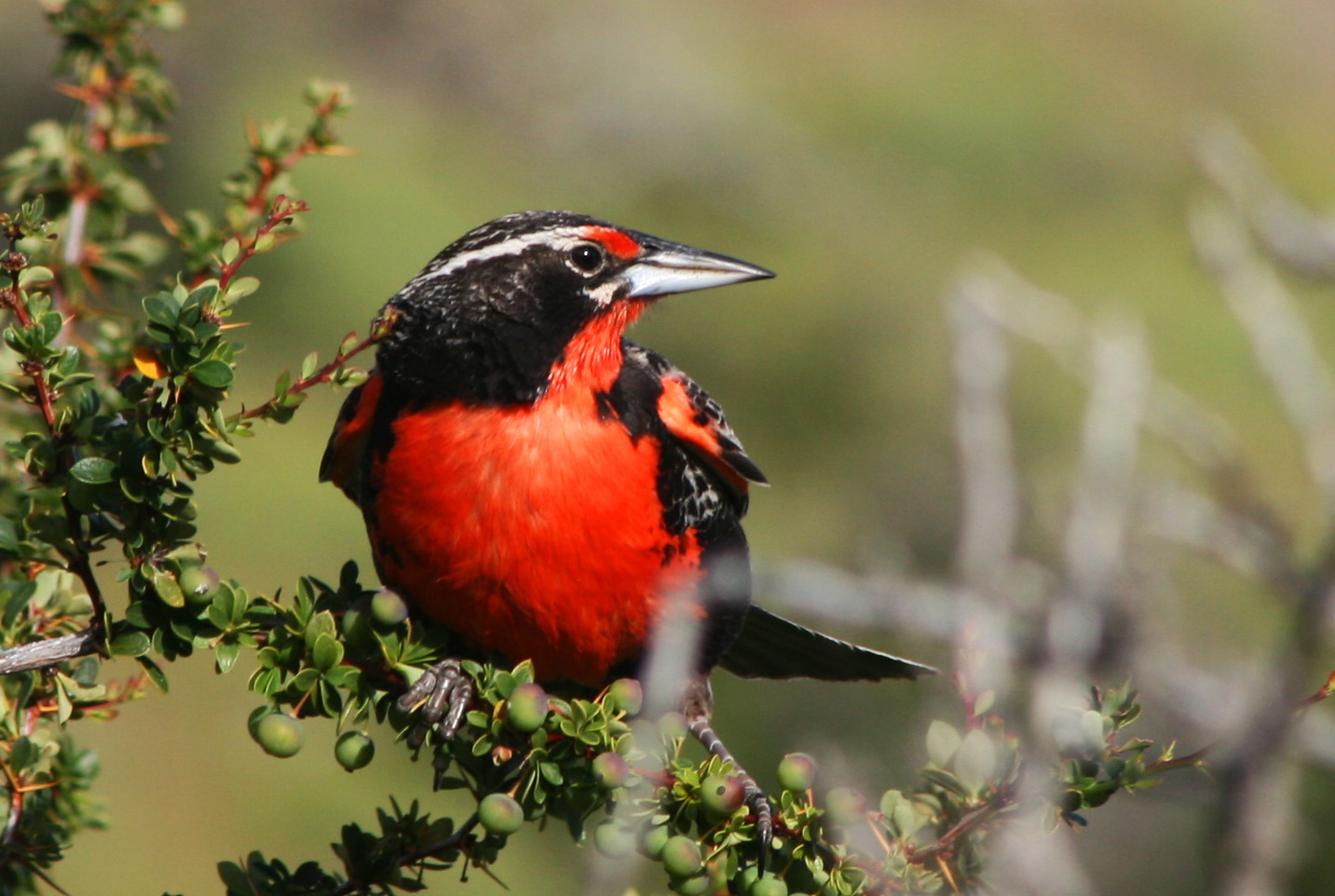
Macho de la subespecie loyca en Torres del Paine, Chile.

### Hábitat
La loica se encuentra en buena parte del territorio de Chile, de Atacama a Región de Magallanes y de la Patagonia Chilena, Magallanes y en la República Argentina en toda la Patagonia. Principalmente se encuentra en pastizales y praderas. También se encuentra a veces en parques de ciudades.

### Reproducción
El nido es grande, suelto y formado por pasto seco bien unido y colocado en el suelo muy bien escondido entre pasto alto. Muy cuidado por la hembra, esta nunca llega directamente al nido, sino que baja cerca de él y camina agachada hasta éste. Al salir, lo hace de igual forma, como una manera de que nadie se entere en donde está.